# 纳瓦拉公立大学
纳瓦拉公立大学是西班牙北部納瓦拉地区的一所公立大学。1987年建校。本部位于潘普洛納。

## 历史
1987年建校。本部位于潘普洛納。2008年，图德拉校区投入使用。

## 院系设置

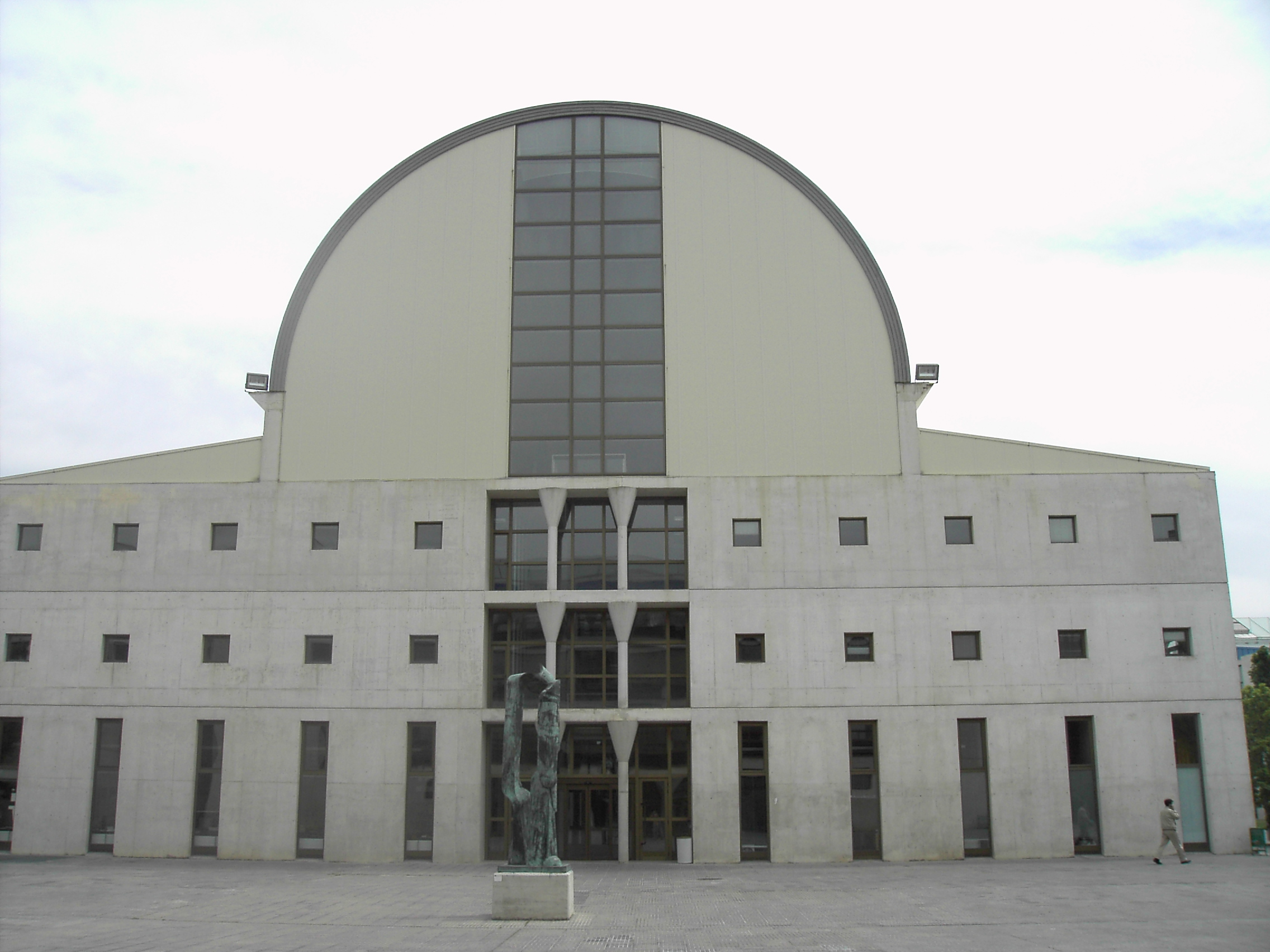
图书馆

- 经济科学与工商管理学院
- 社会科学与人文科学学院
- 农业工程技术学院
- 工业工程与电信技术学院
- 健康科学学院

## 科研项目
2018年，纳瓦拉公立大学工程师哈维尔·奥塞斯率领研究团队开发出了一种高硬度陶瓷涂层，可有效抑制不锈钢制品表面的致病细菌，预计会应用在医疗器械、人体植入材料、公共保健设施、食品加工设备等领域。
2018年，英国布里斯托尔大学与西班牙纳瓦拉公立大学等机构的研究人员合作，借助微型扬声器和一种新算法制造出了声场，实现了用声波同时操纵多件物体，使它们悬浮于指定位置。